# Monomorium sarawatensis
Monomorium sarawatensis is een mierensoort uit de onderfamilie van de Myrmicinae. De wetenschappelijke naam van de soort is voor het eerst geldig gepubliceerd in 2013 door Sharaf & Aldawood.